# Equazione di Kelvin
L'equazione di Kelvin descrive il cambiamento della pressione di vapore sopra un liquido con raggio di curvatura r (per esempio in un capillare o sopra una goccia). L'equazione viene utilizzata per determinare la distribuzione delle dimensioni dei pori in un mezzo poroso.
Può essere scritta nella forma
{\displaystyle \ln {p \over p_{0}}={2\gamma V_{m} \over rRT},}
dove p è il valore particolare di pressione, p0 la pressione di vapore a saturazione, Vm il volume molare, R la costante universale dei gas, r il raggio della goccia e T è la temperatura.
La pressione di vapore all'equilibrio dipende dalla dimensione della goccia; se {\displaystyle p_{0}<p}, allora il liquido evapora dalla goccia. Se {\displaystyle p_{0}>p}, il gas condensa e le gocce aumentano il proprio volume.
Se {\displaystyle r} aumenta, {\displaystyle p} diminuisce e la goccia cade nel liquido. Se adesso si raffredda il vapore, la temperatura diminuisce ma così anche p0, ovvero {\displaystyle p/p_{0}} aumenta quando il liquido viene raffreddato; considerando {\displaystyle \gamma } e
{\displaystyle V} fissati, anche il raggio critico r deve decrescere.
Abbassando ulteriormente la temperatura r diviene sempre più piccolo, finché non si assiste alla nucleazione del liquido.